# عبد الرزاق عبد الواحد
عبد الرزاق عبد الواحد (1 تموز/يوليو 1930 - 8 تشرين الثاني/نوفمبر 2015) شاعر عراقي ولد في بغداد، وانتقلت عائلته من بعد ولادته إلى محافظة ميسان في جنوب العراق حيث عاش طفولته هناك، ولُقب بشاعر أم المعارك، وشاعر القادسية، وشاعر القرنين، والمتنبي الأخير.
تخرج من دار المعلمين العالية (كلية التربية حالياً) عام 1952م، وعمل مدرساً للغة العربية في المدارس الثانوية وكانت زوجته طبيبة، وله ابنة وثلاثة أولاد، وشارك في معظم جلسات المربد الشعري العراقي. وتوفي صباح يوم 8 تشرين الثاني/نوفمبر 2015 عن عمر ناهز 85 عاماً في العاصمة الفرنسية باريس.

## سيرته المهنية والعملية
عمل مدرساً لمادة اللغة العربية، ومعاوناً للعميد في معهد الفنون الجميلة في بغداد.
وفي عام 1970 نقلت خدماته من وزارة التربية والتعليم إلى وزارة الثقافة والإعلام، فعمل فيها سكرتيراً لتحرير مجلة الأقلام، وبعدها رئيساً للتحرير في المجلة. ثم مديراً للمركز الفولكلوري العراقي، ثم شغل منصب مدير معهد الدراسات النغمية، فعميداً لمعهد الوثائقيين العرب، ثم مدير عام المكتبة الوطنية العراقية، ثم صار المدير العام لدار ثقافة الأطفال، ثم مستشاراً لوزير الثقافة والإعلام.

## الصابئة ومجلة صروح السورية
يعتنق الشاعر عبد الرزاق عبد الواحد الديانة الصابئية المندائية وهو الذي أعدَّ إلى اللغة العربية الكتاب المقدس للدين الصابئي المندائي كنز ربا. وكتب في العدد الرابع من مجلة صروح السورية بحثاً مطولاً عن هذه الديانة إذ شرح فيهِ أصولها والجواهر اللاهوتية التي تعتبر أساسيات هذه الديانة، وتاريخها. كما شرح في البحث العقائد التي يستند عليها هذا الدين: كالعقيدة في الله، والعقيدة في الروحانيات، والعقيدة في النبوة، وأخيراً العقيدة في الموت والحياة الأخرى والجنة والنار. وهو أحد مؤسسي نادي التعارف للطائفة المندائية في بداية عقد السبعينيات من القرن العشرين.
شغل مناصب مرموقة في وزارة الثقافة والإعلام العراقية، وكان رئيس تحرير مجلة أقلام، ومعاون عميد معهد الفنون الجميلة، والمدير العام للمكتبة الوطنية العراقية، والمدير العام لدار ثقافة الاطفال وعميد معهد الدراسات النغمية، ومستشار وزير الثقافة والإعلام. ولقد كتب عنهُ مؤخرا الباحث صباح نجم عبد الله رسالة ماجستير في مدينة عمان. وأيضا كتب عنه الباحث خالد العامري من الاهواز رسالة الماجستير في جامعة أراك الايرانية وتناول فيها أشعاره الاجتماعية

## خصائص شعره
يُذكر أن عبد الرزاق عبد الواحد كان زميلاً لرواد الشعر الحر بدر شاكر السياب ونازك الملائكة وشاذل طاقة عندما كانوا طلاباً في دار المعلمين نهاية الأربعينات من القرن الماضي، وقد أبدع في الشعر الحر ولكنه يميل إلى كتابة القصيدة العمودية العربية بضوابطها.

## أعماله الشعرية
كان لعبد الرزاق عبد الواحد 59 ديوانا شعريا منشورا، حيث نشرت أول قصائده عام 1945 ونشر أول ديوان لهُ عام 1950، ومن دواوينه:
- لعنة الشيطان
- طيبة
- قصائد كانت ممنوعة
- أوراق على رصيف الذاكرة
- خيمة على مشارف الاربعين[4]
- الخيمة الثانية
- في لهيب القادسية[5]
- أنسوكلوبيديا الحب[6]
- قمر في شواطئ العمارة
- في مواسم التعب[7]
- 120 قصيدة حب
- ياصبر أيوب

وغيرها العديد من الدواوين بالإضافة إلى 10 مسرحيات شعرية من ضمنها «الحر الرياحي» و«الصوت» و«الملكات» بالإضافة إلى ما كتب إلى دار الأزياء العراقية و 22 رواية شعرية للأطفال والعديد من الأناشيد الوطنية.
كما تُرجمت قصائده إلى لغات مختلفة منها الإنجليزية والفنلندية والروسية والألمانية والرومانية واليوغسلافية.

## حصل على العديد من الجوائز منها
- وسام بوشكين في مهرجان الشعر العالمي في بطرسبرغ 1976.
- درع جامعة كامبردج وشهادة الاستحقاق منها 1979.
- ميدالية «القصيدة الذهبية» في مهرجان ستروكا الشعري العالمي في يوغوسلافيا 1986.
- جائزة صدام حسين للآداب في دورتها الأولى - بغداد 1987.
- الجائزة الأولى في مهرجان الشعر العالمي في يوغوسلافيا 1999
- وسام «الآس»، وهو أعلى وسام تمنحه طائفة الصابئة المندائيين للمتميزين من أبنائها 2001.
- نوطي «الاستحقاق العالي» من رئاسة الجمهورية العراقية 1990
- جرى تكريمه ومنحه درع دمشق برعاية وزير ثقافة الجمهورية العربية السورية، في 24 و25 تشرين الثاني 2008 بمناسبة اختيار دمشق عاصمة للثقافة العربية، وحضر التكريم عدد من كبار الأدباء العرب، وألقي فيه عدد كبير من البحوث والدراسات.

## شعره في عهد حزب البعث العربي الاشتراكي
لُقِّب عبد الرزاق عبد الواحد بشاعر القادسية تارة وشاعر أم المعارك تارة أخرى ولقب أيضاً بشاعر القرنين والنهر الثالث ومن أشهر قصائده الحماسية أثناء الحرب العراقية الإيرانية روعتم الموت ومنها:
وهؤلاء الذين استنفروا دمهم
كأنما هم إلى أعراسهم نفروا
السابقون هبوب النار ما عصفت
والراكضون إليها حيثُ تنفجرُ
الواقفون عماليقًا تحيط بهم
خيل المنايا ولا ورد ولا صدرُ
وكان صدام يسعى بينهم أسدًا
عن عارضيه مهب النار ينحسرُ

### قصيدة «في رحاب الحسين»
تُعدُّ قصيدة «في رِحَابِ الحُسَين» من القصائد المشهورة التي قيلت في رثاء الإمام الحسين بن علي إلى جانب قصيدة «آمنت بالحسين» لمحمد مهدي الجواهري والكثير من القصائد الأدبيّة الأخرى، ألقاها عام 1995 في كربلاء بمناسبة استشهاد الإمام الحسين بن علي.
أبيات من القصيدة:

## شعره بعد تغيير النظام عام 2003
من قصائده التي كتبها بعد احتلال العراق هي قصيدة يا نائي الدار التي كتبها في باريس بتاريخ 14 تموز 2004.
لا هُم يَلوحـُون.. لا أصواتـُهُم تـَصِلُ
لا الدار، لا الجار، لا السُّمّار، لا الأهَلُ
وأنتَ تـَنأى، وَتـَبكي حولـَكَ السـُّبـُلُ
ضاقـَتْ عليكَ فـِجاجُ الأرض ِيا رَجُـلُ !
سـَـبعـينَ عاما ً مَلأتَ الكـَونَ أجنِحَـة ً
خـَفـْقَ الشـَّرارِ تـَلاشـَتْ وهيَ تـَشـتـَعِـلُ
لا دَفــَّأتـْـكَ، ولا ضاءَ الـظـَّلامُ بـِهـا
طارَتْ بـِعُـمرِكَ بَـيْـنـا أنتَ مُـنـْذهـِلُ
تـَرنـُو إلـَيهـِنَّ مَبهـُورا ً.. مُعـَلـَّقـَـة ً
بـِهـِنَّ روحُـكَ، والأوجـاعُ، والأمَلُ
وَكـُلــَّما انـطـَفـَأتْ منهـُنَّ واحـِـدَة ٌ
أشـاحَ طـَرفـُكَ عـَنهـا وهوَ يـَنهـَمِلُ !
سـَبعـونَ عـاما ً..وهذا أنتَ مُرتـَحِـلٌ
ولـَسـتَ تـَدري لأيِّ الأرض ِتـَرتـَحِـلُ !
يا نـائيَ الـدّار.. كلُّ الأرض ِمُوحِـشـَة ٌ
إنْ جـِئتـَهـا لاجـِئـا ًضاقـَتْ بـِهِ الحِـيَـلُ !
وكـنـتَ تـَملـِكُ في بغـــدادَ مَملـَكـَة ً
وَدارَ عـِزٍّ عـَلـَيـهـا تـَلـتـَقي المُقـَـلُ
وَالـيَومَ ها أنتَ..لا زَهـوٌ، ولا رَفـَلُ
وَلا طموحٌ، وَلا شـِعـرٌ، وَلا زَجَـلُ
لكـنْ هـمومُ كـَسـيرٍ صـارَ أكبـَرَهـا
أنْ أيـنَ يَمضي غـَدا ً..أو كيفَ يـَنتـَقـِلُ !
يا لـَيـلَ بغـداد.. هـَلْ نـَجـمٌ فـَيـَتـبـَعُـهُ
مِن لـَيـل ِباريس سـَكرانُ الخُطى ثـَمِلُ
الحـُزنُ والـدَّمعُ سـاقـيـهِ وَخـَمـرَتـُهُ
وَخـَيـلـُهُ شـَوقـُهُ.. لـَو أنـَّهـا تـَصِـلُ
إذ َنْ وَقـَفـتُ على الشـُّـطآن ِأسـألـُهـا
يا دَجلـَة َالخـَير، أهلُ الخـَيرِ ما فـَعَـلوا؟
أما يَـزالـونَ في عـالي مَرابـِضِهـِم
أم مِن ذ ُراهـا إلى قـِيعـانِها نـَزَلـوا؟
هَل استـُفـِزُّوا فـَهـِيضُوا فاستـُهـِينَ بهـِم
عـَهـِدتُ واحـِدَ أهـلي صَبـرُهُ جـَمَـلُ !
فـَأيُّ صائح ِمَوتٍ صـاحَ في وَطـَني
بـِحَيثُ زُلـزِلَ فيـهِ السـَّهـلُ والجـَبـَلُ؟
وأيُّ غـائـِلـَة ٍ غـالـَتْ مَحــارِمـَهُ
وما لـَدَيـهِ عـلى إقـصـائِهـا قـِبـَـلُ؟
يا دَجلـَة َالخَيرِ بَعضُ الشـَّرِّ مُحتـَمَلٌ
وَبـَعـضُه ُليسَ يُدرَى كيفَ يُحـتـَمَلُ !
خـَيرُ الأنـام ِالعـراقـيـُّونَ يا وَطني
وَخـَيرُهُم أنَّ أقـسى مُرِّهـِم عـَسـَلُ !
وَخـَيرُهُم أنـَّهـُم سـَيفٌ.. مروءَتـُهُم
غـِمْدٌ لـَهُ..والتـُّقى، والحِلـْمُ، والخَجَلُ
وهُم كـِبارٌ.. مَهـيـبـاتٌ بَـيـارِقـُهـُم
شـُمٌّ خـَلائـِقـُهُم.. خـَيـَّالـُهُـم بَـطـَلُ
لا يَخفِضونَ لـِغـَيرِ اللهِ أرؤسـَهـُم
ولا يـَنامونَ لو أطفـالـُهـُم جَفـَلـُوا
فـَكيفَ أعراضُهُم صارَتْ مُهَتـَّكـَة ً
وَحـَولـَهـُنَّ سـتـورُ اللهِ تـَنـسـَدِلُ؟
وكيفَ أبوابـُهُم صارَتْ مُشـَرَّعَة ً
لـِكلِّ واغـِل ِسُـوء ٍبـَيـنـَهـا يَغـِلُ؟
وكيفَ يا وَطنَ الثـُّـوّارِ داسَ على
كلِّ المَحـارِم ِفيكَ الـدُّونُ والسـَّفـِلُ؟
أهؤلاء ِالذيـنَ الـكـَونُ ضاءَ بـِهـِم
وَعَلـَّموا الأرضَ طـُرّا ًكيفَ تـَعتـَدِلُ
وَمَنْ أعانـُوا، وَمَن صانـُوا، وَمَن بَذ َلوا
وَمَن جَميعُ الوَرى مِِن مائِهـِم نـَهَـلوا
دِماؤهُم هذهِ التـَّجـري؟..هَـياكِـلـُهُم
هـذي؟؟..أقـَتـلى بأيْدي أهـلِهـِم قـُتِـلوا؟
تـَعـاوَنَ الكـُفـْرُ والكـُفـّارُ يا وَطني
عـَلـَيهـِمو.. ثمَّ جـاءَ الأهـلُ فاكتـَمَلـُوا !
يا ضَوءَ روحي العـراقيـُّين..يا وَجَعي
وكبـريائي.. ويا عـَيني التي سـَمَلـُوا
أنتـُم أضالـِعُ صَدري..كلـَّما كـَسـَروا
ضلعـاً أحِـسُّ شـِغـافي وهوَ يَنبـَزِلُ
فـَكيفَ تـَجـرؤ ُ يا أهـلي بَـنـادِقـُكـُم
على بـَنـيكـُم ولا تـَندى لـَكـُم مَقـَلُ؟
وكيفَ تـَسـفـَحُ يا أهلي خـَنـاجـِرُكُم
دِما بَـنـيـكـُم ولا يَـنـتـابُهـا شـَلـَلُ؟
وكيفَ يا أهـلـَنـا نالـُوا مروءَتـَكـُم
فأوقـَعـُوا بـَينـَكـُم مِن بَعدِ ما انخـَذلـُوا؟
يا أهلـَنـا.. ليسَ في حَـربِ العـِدا خـَلـَلٌ
بـَلْ قـَتـلـُكـُم بَعضُكـُم بَعضا ًهوَ الخـَلـَلُ
لا تـَكسِروا ضِلعـَكـُم أهلي فـَما عُرِفـَتْ
أضلاعُ صَـدر ٍلـِكي تـَحميـه ِتـَقـتـَتـِلُ
فـَدَيـتـُكـُم أنـتـُم الـبـاقـُون.. راحـِلـَة ٌ
هـذي المُسـوخُ كـَما آبـاؤهـُم رَحـَلـُوا
فـَلا تـُعـينـُوا عـليكـُم سـافِحي دَمِكـُم
كي لا يـُقـالَ أهـالـيـهـِم بـِهـِم ثـُكِـلـُوا
صُونـُوا دِماكـُم، فـَيَوما ًمِن قـَذارَتـِهـِم
كلُّ العــراق ِبـِهـذا الـدَّمِّ يَغـتـَسـِلُ!

## من أشعاره
قال الشاعر عبد الرزاق عام 2006 في ذكرى مرور 3 سنوات على فراقه للعراق:
بعد ثلاث سنوات
وقفتُ على نهرِ الفراتِ بأرضِكم
وعينـايَ فـَرط َ الوَجدِ تـَنهَـمِلان ِ
فـقـلـتُ لهُ يـا ماءُ أبلـِغْ تـَحـيـَّتي
إلى كلِّ نـَفس ٍفي العراق ِتـُعاني
وخُـذ دَمعَة ًمنـِّي إلى كلِّ نـَخـلـَةٍ
تـَمُرُّ بها.. وانْحَـبْ بـِألفِ لـِسـان ِ
على كلِّ غـُصن ٍفي العراق ِمُهَدَّل ٍ
وكلِّ عـزيزٍ في العراق ِ مُهـان ِ
وَمُرَّ بأحفادي، وقـُلْ قلبُ جَدِّكم
يَـظـَلُّ عـلـيـكم داميَ الـخـَفـَقـان ِ
وسـَلـِّمْ على أهلي، ونـَثـِّرْ مَدامِعي
على وطني يا مُسـرِع َالجـَرَيان ِ
سَلاما.. سَلاما.ً. بعدَ يوم ٍوليلـَةٍِ
سَتشتاقُ حَدَّ الموتِ للفيَضان ِ!

## قيل فيه
قال الشيخ أحمد الكبيسي: إن عبد الرزاق عبد الواحد مبدع أفسدته السياسة إذ لا يجوز للشاعر المبدع أن يبيع نفسه لأحد، إذ كان يشير إلى أن عبد الرزاق كان شاعر بلاط، ولكن عبد الرزاق قال في مقابلة مع وكالة أنباء الشعر:
، وأشار إلى أن الشاعر المتنبي كان يمدح سيف الدولة كشخص وإنه لم يكن يمدح صدام حسين كشخص وإنما كرمز للعراق.
ويقول الشاعر العراقي فالح نصيف الحجية في كتابهِ الموجز في الشعر العربي الجزء الرابع:

## وفاته
تُوفيَّ في العاصمة الفرنسية باريس صباح يوم الأحد 26 محرم 1437 هـ الموافق 8 تشرين الثاني 2015م، عن عمر ناهز 85 عاما ودُفن في العاصمة الأردنية عمان بحسب رغبة عائلته بانتظار أن يعم السلام في بغداد ثم ينقل جثمانه إليها.

## وصلات خارجية
- عبد الرزاق عبد الواحد على موقع أرشيف الشارخ.
- ديوان عبد الرزاق عبد الواحد: موقع بوابة الشعراء